# Rolf Goetz
Rolf Goetz (* 17. Januar 1950) ist ein deutscher Reiseschriftsteller. Er ist Autor von etwa 50 Sach-, Reise- und Wanderbüchern.

## Leben
Goetz studierte Publizistikwissenschaft und Psychologie an der Freien Universität Berlin. Nach dem Studium arbeitete er von 1980 bis 1996 als Geschäftsführer in einem Naturkostfachgeschäft in Berlin-Wilmersdorf. In dieser Zeit veröffentlichte Goetz Ratgeber über gesunde Ernährung und unterrichtete als Lehrbeauftragter am Forum Berufsbildung in Berlin. Erste Reisereportagen und Reisebücher erschienen nach ausgedehnten Aufenthalten in Asien, Afrika und Nordamerika.
Goetz lebt als freier Schriftsteller in Berlin und auf der kanarischen Insel La Palma.

## Auszeichnungen
- 2005: ITB BuchAward für das Reisebuch Teneriffa[5]
- 2020: ITB BuchAward für das Reisebuch Bodensee[6]

## Werk
Das publizistische Werk umfasst ca. 50 Sach- und Reisebücher sowie Reiseberichte und Wanderstories in überregionalen Zeitungen (Frankfurter Allgemeine Zeitung, Die Zeit u. a.) und Reisemagazinen (Geo Saison, DuMont Bildatlas, Outdoor u. a.). Arbeitsschwerpunkte sind Reise- und Wanderbücher zu Ferienzielen an Ostsee, Mittelmeer und den Kanarischen Inseln. 2001 erschien das Wanderbuch Madeira (seither mehrfach überarbeitet), es wurde in acht Sprachen übersetzt.

### Publikationen (Auswahl)
- Naturkost – Ein praktischer Warenführer. Pala Verlag, Schaafheim 1991, ISBN 3-923176-77-5.
- Das Buch vom Reis. Pala Verlag, Schaafheim 1999, ISBN 3-89566-141-4.
- Senegal / Gambia. Peter Meyer Reiseführer, Katzenelnbogen 1992, ISBN 3-922057-09-8.
- La Palma – Aktivurlaub auf der grünsten der Kanarischen Inseln. Peter Meyer Reiseführer, Frankfurt 1992, ISBN 3-922057-32-2.
- Nordschwarzwald. DuMont Reiseverlag, Ostfildern 2006, ISBN 978-3-7701-6022-8.
- Baden-Württemberg aktiv genießen. Reisewelt 50plus, Wendhausen 2012, ISBN 978-3-942504-00-3.
- Schweiz. ADAC Reiseführer, München 2013, ISBN 978-3-89905-958-8.
- Kanarische Inseln – Botanische Wanderungen. Bergverlag Rother, München 2017, ISBN 978-3-7633-3166-6.
- Bodensee – Zeit für das Beste. Mit Bildern von Mirko Milovanovic. Bruckmann Verlag, München 2018, ISBN 978-3-7343-1114-7.
- mit Eva Missler: Baedeker-Reiseführer Lanzarote. Ostfildern 2019, ISBN 978-3-8297-4655-7.
- Mallorca – Die schönsten Küsten- und Bergwanderungen. Bergverlag Rother, München 2022, ISBN 978-3-7633-4122-1.
- Madeiras Flora. Bergverlag Rother, München 2022, ISBN 978-3-7633-6103-8.
- Kreta – Die schönsten Küsten- und Bergwanderungen. Bergverlag Rother, München 2023, ISBN 978-3-7633-4677-6.
- Leichte Wanderungen Mallorca. Bergverlag Rother, München 2023, ISBN 978-3 7633-3314-1.
- mit Rebecca Schirge: Schwarzwald – 1000 Places to See Before You Die. Vista Point Verlag, Rheinbreitbach 2023, ISBN 978-3-96141-471-0.
- Baedeker-Reiseführer  Teneriffa. MairDumont, Ostfildern 2023, ISBN 978-3-575-00066-8.
- Zypern Süd & Nord. Bergverlag Rother, München 2023, ISBN 978-3-7633-4665-3.
- Bildatlas Gran Canaria.  Mit Bildern von Sabine Lubenow. DuMont Reiseverlag, Ostfildern 2024, ISBN 978-3-616-01293-3.
- Madeira – Die schönsten Levada- und Bergwanderungen. Bergverlag Rother, München 2024, ISBN 978-3-7633-4274-7.

### Beiträge in Fachzeitschriften und Reisemagazinen (Auswahl)
- Von Runzelkartoffeln und „Alter Wäsche“. In: GEO Special. Nr. 5, Oktober 1998, Hamburg 1998, ISSN 0723-5194, S. 140.
- Nur die Ruhe. Wandern auf Mallorca. In: Outdoor. Nr. 4, April 2008, Stuttgart 2008, S. 14–24.
- Die subalpine Gebirgsflora in Teneriffas Nationalpark Teide. In: Palmengarten. Frankfurt 81/2. 81. Jg. 2017, ISSN 0176-8093 S. 107–115.
- Die wundersame Flora rund um die kambodschanische Tempelstadt Angkor. In: Palmgarten. Frankfurt 83/1. 83. Jg. 2019, ISSN 0176-8093 S. 60–69.

## Rezeption
„Ein zuverlässiger Begleiter für Reisen.“ A. O., (Frankfurter Allgemeine Zeitung, 2. Mai 1996)
„Wer mehr Geld investieren kann, sollte sich den Reiseführer von Rolf Goetz kaufen.“ (Süddeutsche Zeitung, 28. April 1998)
Rolf Goetz hat „für jede Insel passende Tourenvorschläge zusammengestellt.“ (Manfred Jacobs, Deutscher Alpenverein Sektion Mönchengladbach, August 2018)
„Goetz präsentiert reichlich Ausflugsideen.“ (Westfälische Nachrichten, 25. November 2006)

## Zitat
„Woran denken Sie als erstes beim Wort Schwarzwald? Mit ziemlicher Sicherheit dürften Kirschtorte, Schwarzwälder Schinken und Kuckucksuhr in den Sinn kommen. Klischees dieser Art sind mir als gebürtiger Schwarzwälder natürlich nicht fremd. Speck gab es in meiner Kindheit fast immer, Kirschtorte jeden dritten Sonntag. Und selbstverständlich hing in unserem Wohnzimmer auch eine Kuckucksuhr. Schon Minuten vor jeder vollen Stunde warteten wir Kinder gespannt, bis endlich der Vogel aus seinem Häuschen sprang und lautstark verkündete, dass wir wieder eine Stunde älter geworden sind.“